# Behaviorální psychoterapie
Behaviorální psychoterapie je druh psychoterapie, který vychází z toho, že veškeré poruchy chování jsou vlastně naučenými reakcemi. Je pouze třeba nalézt vhodnou přeučovací metodu.
Tvrdí, že neurotické chování vzniká v situacích vzbuzujících strach. Pokud se spolu s pocitem strachu vyvolá reakce se strachem zcela nesouvisející (např. relaxace, sexuální chování apod.) dochází k oslabování původní reakce.

## Typy terapií
- Averzivní terapie - současně s nežádoucím podnětem se vyvolá nepříjemná reakce
- Systematická desenzibilizace - pacient si zprvu sestaví seznam strachů od nejmenšího k největšímu. Poté se naučí relaxovat. Poté si ve stavu relaxace představí ten nejmenší strach. Opakováním dochází k oslabování tohoto strachu.